# Chosrou Szir
Chosrou Szir (perski: خسروشير) – wieś we wschodnim Iranie, w ostanie Chorasan-e Razawi. W 2006 roku miejscowość liczyła 384 osoby w 100 rodzinach.